# Karlo Cankar
Karel Cankar (Vrhnika, 14. listopada 1877. – Ljubljana, 9. veljače 1953.) bio je slovenski katolički svećenik i publicist.

## Životopis
Rođen je u Vrhnici kod Ljubljane, 14. listopada 1877. godine, kao deveto dijete krojača Jože Cankara i Neže rođ. Pivk. Brat je slovenskog pisca Ivana Cankara. Otac im se odselio u Bosnu zbog posla te je majka sama odgajala brojnu obitelj. Godine 1901. kao bogoslov Vrhbosanske nadbiskupije upisao se na studij teologije u Sarajevu. U Sarajevu je 29. lipnja 1903. zaređen za svećenika. Za vrijeme služenja u Bosni pohrvatio je krsno ime Karel u Karlo.
Godine 1904. djelovao je kao katehet u zavodu sv. Vinka u Sarajevu. Godine 1906. pokretač je i urednik Hrvatski dnevnik. Godine 1908. imenovan je začasnim kapelanom pape Pija X. extra urbem s pravom na naslov monsinjora. Od 1908. do 1918. bio je tajnik nadbiskupa Stadlera.
Godine 1915. dobija naslov začasnog komornika pape Benedikta XV. s pravom na naslov monsinjora. Iste je godine imenovan začasnim kanonikom vrhbosanskim. Godine 1923. imenovan je kanonikom vrhbosanskim i arhiđakonom gučogoranskim. Od 1922. do 1926. godine bio je urednik časopisa Nedjelja, odnosno Katoličkoga tjednika. Dana 15. travnja 1929. imenovan je privremenim upraviteljem župe Zavidovići. Iste je godine, 24. rujna, na osobnu molbu razrješen službe kanonika te imenovan upraviteljem župe u Lukavcu i dekanom tuzlanskog dekanata. Umirovljen je od 1937. te se smjestio u Han Kumpaniji, kod Služavki Malog Isusa.
Nakon što je 1949. komunistički režim izvlastio sirotište „Egipat“, Cankar je izgubio dotadašnji smještaj.
Zbog oslabljena vida povukao se u Franjevački samostan u Ljubljani gdje je umro 9. veljače 1953. godine.

### Članci
- Zovkić, Mato. 2020. Karlo Cankar, Slovenac svećenik u Bosni (1877.-1953.). Vrhbosnensia. Univerzitet u Sarajevu – Katolički bogoslovni fakultet. Sarajevo. 24 (1): 59–101